# Gorzone
Gorzone is een plaats (frazione) in de Italiaanse gemeente Darfo Boario Terme.